# Hemicladus fasciatus
Hemicladus fasciatus là một loài bọ cánh cứng trong họ Cerambycidae.